# ادان، لویرت
ادان، لویرت (به فرانسوی: Adon, Loiret) یک کمون در فرانسه است که در Canton of Briare واقع شده‌است.

## خصوصیات
ادان ۲۴٫۶۵ کیلومترمربع مساحت و ۱۷۳ نفر جمعیت دارد.